# یواس‌اس ریچلند (وای‌اف‌دی-۶۴)
یواس‌اس ریچلند (وای‌اف‌دی-۶۴) (به انگلیسی: USS Richland (YFD-64)) یک کشتی بود که طول آن 622' بود.